# Wolfgang Schön
Wolfgang Schön (* 24. Juli 1961 in Bonn) ist ein deutscher Rechtswissenschaftler und Hochschullehrer.

## Leben
Nach dem Abitur studierte Wolfgang Schön ab 1979 Rechtswissenschaften und Wirtschaftswissenschaften an der Universität Bonn als Stipendiat der Studienstiftung des deutschen Volkes. 1984 legte er sein Erstes Juristisches Staatsexamen ab. Anschließend arbeitete er als wissenschaftlicher Mitarbeiter am Bonner Lehrstuhl von Brigitte Knobbe-Keuk, unter deren Betreuung Schön 1985 zum Dr. jur. promovierte. Nach dem darauffolgenden Referendariat und dem Zweiten Staatsexamen 1988 in Düsseldorf kehrte er als wissenschaftlicher Assistent von Knobbe-Keuk an das Bonner Institut für Steuerrecht zurück. 1992 habilitierte er sich dort und erhielt die Venia legendi für die Fächer Bürgerliches Recht, Handels- und Gesellschaftsrecht sowie Steuerrecht.
Im Anschluss daran hatte Schön einen ordentlichen Lehrstuhl an der Universität Bielefeld inne. 1996 wechselte er an die Universität Bonn, wo er den Lehrstuhl für Bürgerliches Recht, Handels- und Gesellschaftsrecht und Steuerrecht innehatte und Leiter des Instituts für Steuerrecht war. 2002 nahm er einen Ruf der Max-Planck-Gesellschaft an das Max-Planck-Institut für Steuerrecht und Öffentliche Finanzen in München an, dessen wissenschaftliches Mitglied und Direktor er seitdem ist. Von 2008 bis 2014 war er Vizepräsident der Max-Planck-Gesellschaft. Seit Juli 2014 ist er Vizepräsident der Deutschen Forschungsgemeinschaft. Darüber hinaus ist Schön seit 2002 Honorarprofessor an der Universität München. 2009 verlieh ihm die Katholische Universität Löwen die Ehrendoktorwürde.  Am 26. November 2016 wurde Wolfgang Schön zum Mitglied (Matrikel-Nr. 7719) der Leopoldina gewählt.

## Werke (Auswahl)
Schöns Forschungsschwerpunkte liegen vor allem im deutschen und europäischen Steuerrecht.
- Gewinnübertragungen bei Personengesellschaften nach § 6 b EStG. Dr. Otto Schmidt, Köln 1986, ISBN 978-3-504-64201-3 (Dissertation).
- Der Nießbrauch an Sachen. Dr. Otto Schmidt, Köln 1992, ISBN 978-3-504-45690-0 (Habilitationsschrift).
- Die Auslegung europäischen Steuerrechts. Dr. Otto Schmidt, Köln 1993, ISBN 978-3-504-64219-8.
- mit Matthias Herdegen: Ökologische Steuerreform, Verfassungsrecht und Verkehrsgewerbe. Dr. Otto Schmidt, Köln 2000, ISBN 978-3-504-64226-6.
- Reform der Einkommens- und Unternehmensbesteuerung durch die Duale Einkommensteuer. Wiesbaden 2006.
- Grundlagenwissenschaft in geordneter Verantwortung – zur Governance der Max-Planck-Gesellschaft. München 2015. online